# Magyar népdaltípusok katalógusa és példatára
A Magyar népdaltípusok katalógusa a Magyar Tudományos Akadémia Zenetudományi Intézete által 1988-ban kiadott kétkötetes tanulmány a népdalok rendszeréről, mely jelenleg az elfogadott rend a régi és vegyes stílusú népdalokhoz. A tanulmány szerzője Dobszay László és Szendrei Janka. A tanulmány bízvást nevezhető Dobszay-rendnek.
A Népdaltípusok példatára az interneten található, részben kivonata, részben kiegészítése a tanulmánynak.

## Előzmények
A katalógus létrehozásának előzménye az volt, hogy az MNT kiadása nagyon lassan haladt, és az 1973-ban kiadott VI. kötet szerkesztése közben is felmerült jó néhány megoldandó probléma. A tanulmány nyomdába adásakor – 1987-ben – az MNT-nek még a VII. kötete sem jelent meg.
A gyorsításra egyetlen lehetőség maradt: több MNT-kötet párhuzamos szerkesztése. A népdalokat szótagszám szerint osztották ki a munkatársaknak, ami viszont a különböző variánsok és az egy példányú gyűjtések miatt időnként ütközést, máskor párhuzamos munkát okozott.
Az MTA vezetése Dobszay László javaslatát figyelembe véve úgy döntött, hogy
- Járdányi Pál típusfogalmát megtartja
- Járdányi dallamrendjét nem tartja összeegyeztethetőnek a típusokkal, ezért új rendre van szükség
- az MNT kiadását ennek ellenére a Járdányi-rend szerint folytatják
- a népdalkottákat tömörítik (több variációt sorolnak fel egy kottához. A kottaszedés akkoriban még igen nehéz nyomdai munka volt.)
- a kiadandó népdalokat kötetekre osztották, így 20 kötettel számoltak az első öt népszokás-köteten felül.

## Magyar népdaltípusok példatára
A lejegyzések nyilvántartására 1983-ban megkezdték az adatok számítógépre vitelét, mely megtalálható az interneten – több mint 30 év elteltével is kétségbeejtő állapotban. A Zenetudományi Intézet csak korlátozott kör számára látogatható: kutatók, egyetemisták, stb. A nagyközönség – köztük a Wikipédia önkéntes szerkesztői – nem tartoznak ebbe a körbe, így a Dobszay–Szendrei könyvön kívül csak az internetről tájékozódhatnak. Innen az látszik, hogy a példatár
- a régi és vegyes stílusú népdalok 2300 típusát tartalmazza
- a típusokhoz 1600 eredeti felvételt válogattak illusztrációként
- a típusok kb. 20–25%-áról tartalmaz „absztrakt” kottát lejátszható hangfájllal (elképzelhető, hogy egyik gyűjtött dallal sem egyezik meg).
- egyetlen lejegyzést (népdalkottát) sem tartalmaz, holott épp ebből a célból hozták létre.

A kézi típuslétrehozás és az adatbázis ilyen állapota miatt az internetről nem állapítható meg, hogy egy keresett népdal melyik típusba tartozik, ill. beletartozik-e a kikeresett típusba,
A Népdaltípusok tára „az egyszerű népdalkedvelők, a népdalénekesek, hangszeres népzenészek, énektanárok ismereteinek bővítéséhez kíván segítséget nyújtani” – írja a bevezető, de egyik kör számára sem tartalmazza a szükséges információkat – elsősorban népdallejegyzéseket.
Dobszay–Szendrei tanulmánya a legtöbb típusból közöl egy (esetleg több) „igazi” népdalpéldát, de egy adott népdal típusba tartozása így sem állapítható meg. „A teljes dokumentáció az MNT dolga” – írja Dobszay, a Járdányi- és Dobszay-rend azonban annyira különböző, hogy az egybevetés mutatók nélkül szinte lehetetlen. Az sem könnyíti meg a helyzetet, hogy az MNT 12 kötetének nincs közös tartalomjegyzéke, és az MNT még a nagy könyvtárakban is csak elvétve található meg.

## Típuskódok
Hat számjegy, a második és ötödik után ponttal
1. főtípus Bartók szerint (1=régi, 2=új)
2. szótagszámcsoport
3. sorszám három jegyen
4. 0 (tartalék)

 A könyvben Dobszay a dallamcsoport kódja után a csoporton belül egyesével növő sorszámot használ, de megadja a fenti típuskódot. Annak ismeretében azonban csak egy átkódoló táblával (ún. konkordiajegyzékkel) lehet megtalálni a könyvbeli dallamot. Az interneten a  népdaltípusra viszont – érthetetlen okból – csak egy harmadik kódot tartalmazó URL-lel lehet hivatkozni.

## Főcsoportok, stílustömbök
Járdányi nagy problémája a típusok kialakításán túl azok sorrendbe rakása volt a kiadvány számára. Ő azt remélte, hogy zenei jellemzők alapján sorrendezve automatikusan egymás mellé kerülnek a rokon típusok. Utóbb ez tarthatatlanná vált. Az új sorrend a típusokból kialakított kisebb, majd nagyobb csoportokból, típus-sorozatokból, stílustömbökből alakult ki. A rend(ezés) mindegyik előbb felsorolt kategóriában egyedi.
A legmagasabb kategória a főcsoport. Az elsőbe a Bartók szerinti régi és vegyes stílus került, a másodikba az új.
Az első főcsoport stílustömbjei:
1. Pszalmodizáló stílus: 2 dallamcsalád[4]
2. Sirató stílus, 1 dallamcsalád
3. Kisambitus – régi stílus: 7 dallamcsalád
4. Kisambitus – új stílus:[5] 7 dallamcsalád

A második főcsoport számára nincsenek stílustömbök.

## Mutatók
- szótagszám
- kadencia
- szövegkezdet
- típus (konkordiajegyzék)
- helynév